# Tumuli du Caillassou
Les tumuli du Caillassou, appelés aussi tumuli de Sainte-Anne ou dolmens du Caillassou, sont un groupe de cinq tumuli situé à Saint-Vallier-de-Thiey, dans le département des Alpes-Maritimes en France.

## Description
Les tumuli s'étalent d'ouest en est sur un peu moins de 700 m sur le rebord nord d'un petit massif.

### Tumulus n°1
Il mesure 7 m de diamètre. Il enserre un coffre de forme ovale de 1,60 m sur 1,35 m et profond de 0,80 m délimité par une dizaine de blocs. La structure renfermait des ossements humains, dont certains présentaient des traces de combustion, accompagné d'un petit matériel funéraire (perle olivaire, perle en tonnelet, silex, tessons de poteries). L'ensemble a été attribué au Chalcolithique.
43° 41′ 58″ N, 6° 50′ 10″ E

### Tumulus n°2
Il mesure 12 m de diamètre. La chambre funéraire est de forme carrée. Elle mesure 1,70 m de côté. Elle est délimitée par de gros blocs et l'entrée est marquée par deux piliers. Deux squelettes, quatre vases de type campaniforme, deux vases décorés, une lame et des éclats de silex y ont été retrouvés.
43° 42′ 01″ N, 6° 49′ 41″ E

### Tumulus n°3
Le tumulus a quasiment disparu. La chambre est de forme rectangulaire avec des côtés légèrement courbés. Elle mesure 1,60 m de longueur sur 1,20 m de largeur pour 0,70 m de profondeur. Elle est délimitée par onze blocs. La fouille a livré des restes osseux et des dents correspondant à dix à quinze individus, des perles en roche verte et en calcaire, un anneau et deux haches polies. L'ensemble est daté du Néolithique final.
43° 42′ 02″ N, 6° 49′ 49″ E

### Tumulus n°4
Le tumulus mesure 4 m de diamètre, il est en très mauvais état. Il inclut une chambre presqu'ovale de 1,20 m sur 1 m délimitée par neuf blocs. Une dalle de 1,05 m sur 0,70 m visible à proximité pourrait correspondre à une ancienne dalle de couverture. Quatre squelettes (deux adultes et deux enfants) et des ossements brûlés y ont été retrouvés ainsi que deux perles olivaires, deux perles discoïdes et deux dents de carnassiers. L'ensemble est daté du Néolithique final.
43° 42′ 00″ N, 6° 49′ 48″ E

### Tumulus n°5
Le tumulus a quasiment disparu. La chambre, de forme rectangulaire, mesure 2,10 m de long sur 0,90 m de large pour une profondeur de 0,40 à 0,85 m. Elle est délimitée par une grande dalle de chevet à l'est et deux gros blocs au nord. Des blocs plus petits matérialisent le reste du pourtour. Un squelette, des ossements brulés, des éclats de silex et des tessons de poteries  y ont été découverts. L'ensemble est daté du Néolithique final.
43° 42′ 01″ N, 6° 49′ 46″ E